# Moneragala (distrikt)

Distriktet Moneragala

Moneragala District är ett av Sri Lankas 25 distrikt. Det är det största av Sri Lankas 25 distrikt, med en yta på 7,133 km². Distriktets huvudstad är Moneragala.